# Real Audiencia di Santo Domingo
La Real Audiencia de Santo Domingo (in italiano Real Audiencia di Santo Domingo) fu la prima Real Audiencia della corona spagnola nelle Americhe. Fu istituita da Ferdinando V di Castiglia con decreto del 1511, ma a causa di disaccordi tra il governatore di Hispaniola, Diego Colón, e la corona non fu implementata finché non fu ristabilita da Carlo V con decreto del 14 settembre 1526. Questa audiencia avrebbe poi fatto parte del vicereame della Nuova Spagna, creato due decenni dopo. Il presidente dell'audiencia era contemporaneamente governatore e capitano generale della Capitaneria generale di Santo Domingo, il che gli garantiva ampi poteri amministrativi sui possedimenti spagnoli nei Caraibi ed in buona parte della costa. Questo, assieme al potere giuridico che i giudici dell'audiencia avevano sulla regione, significava che l'audiencia di Santo Domingo era la principale entità politica della regione durante il periodo coloniale.

## Struttura

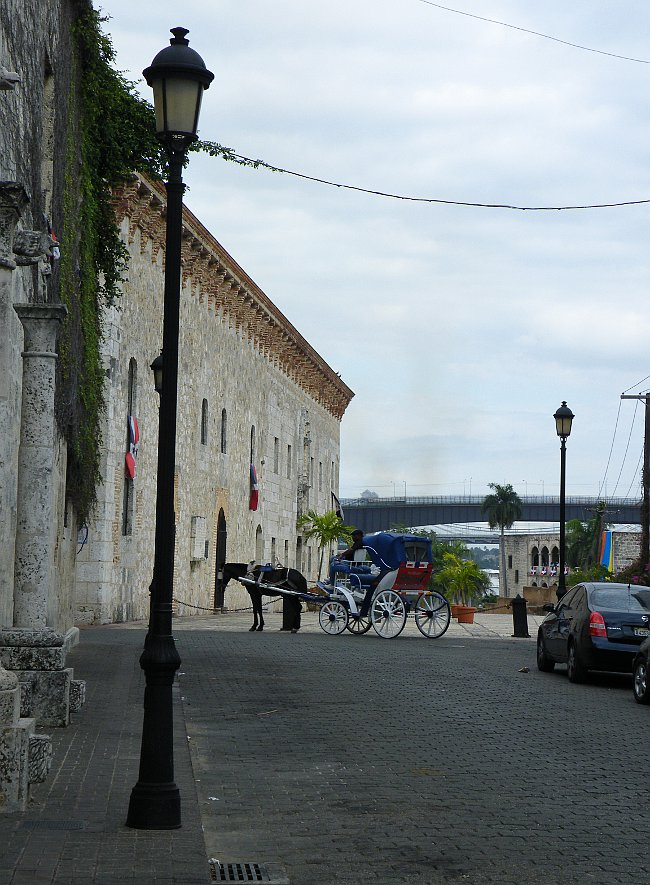
Edificio del Museo delle Case Reali di Santo Domingo, dove aveva sede l'Audiencia Reale di Santo Domingo

La legge II del titolo XV del libro II della Recopilación de Leyes de las Indias del 1680 (che conteneva i decreti del 14 settembre 1526, 4 giugno 1527, 19 aprile 1583, 30 ottobre 1591 e 17 febbraio 1620) descrive i confini e le funzioni dell'Audiencia.
L'Audiencia di Santo Domingo mantenne il controllo giuridico sulla provincia di Caracas, tranne che per due brevi periodi dal 1717 al 1723 e dal 1739 al 1742, fino all'istituzione della Audiencia Reale di Caracas nel 1786. Controllò anche le province di Maracaibo, Margarita, Cumaná (Nuova Andalusia), Guayana, Barinas e Trinidad, (trasferita all'Audiencia di Bogotá nel 1739) dal 1777 al 1786, mentre venivano attuati i piani per la nuova audiencia di Caracas. Il presidente della Audiencia mantenne il controllo amministrativo su Margarita, Cumaná e Caracas per gran parte del periodo coloniale.
Dato che la Spagna cedette Hispaniola alla Francia con la Pace di Basilea del 1795, l'Audiencia fu trasferita a Santa María del Puerto Príncipe (oggi Camagüey, Cuba) per decreto reale del 17 marzo 1799. La nuova Audiencia fu istituita l'anno seguente e chiamata Real Audiencia di Puerto Príncipe. Questa Audiencia ebbe giurisdizione su Cuba, Porto Rico, Louisiana e Florida. Nel 1838 fu creata la Real Audiencia di L'Avana, con Puerto Príncipe che mantenne il controllo dei dipartimenti orientale e centrale di Cuba, dato che la Spagna aveva perso Florida e Louisiana. Nel 1831 fu istituita la Real Audiencia di Porto Rico, poi smantellata nel 1853.